# Euphyia perdecora
Euphyia perdecora là một loài bướm đêm trong họ Geometridae.